# 杉村麦太
杉村 麦太（すぎむら むぎた）は、日本の漫画家。成年向け漫画の世界では、歓喜天（かんきてん）のペンネームを用いている。2009年からは新しく「石野鐘音」（いしの　かのん）というペンネームも使用している。

## 作品リスト

### 杉村麦太名義
- キリエ 吸血聖女（週刊少年チャンピオン、全2巻 2002年）
- アキハバラ無法街 〜GUN MAID〜（チャンピオンRED、全1巻 2008年）
- 装甲騎兵ボトムズ CRIMSON EYES（チャンピオンRED、原作：矢立肇・高橋良輔、全2巻　2009年）
- Rain GUN rain ～赤い雨の降る街～（ヤングアニマル、読切 2004年）
- 学園戦国伝 SASUKE忍風!（コミックヴァルキリー、読切 2007年）

### 歓喜天名義
すべて成人向け作品。
- 鋼鉄番長伝 紅のSYURA（ヒット出版、全3巻 1998年）
- それゆけ!くのいち女学園（シュベール出版、短編集 1999年）
- GUNストライカー（ヒット出版、短編集 1999年）
- 大ピンチ!囚われっ娘（シュベール出版、短編集 2002年）
- 受虐少女隊（シーズ情報出版、短編集 2004年）
- 媚女教師 由梨香（シーズ情報出版、挿絵 2004年）
- 無限輪姦（成人向けゲーム）（BLACKGLOBE、 原画 2006年）

### 石野鐘音名義
- リョなぶる (ヒット出版、短編集 2009年)
- 魔法娼女アステル☆よ～み（コミック阿吽、短期連載 2009年）